# Aslak Hartberg
Aslak Rakli Hartberg (født 1. maj 1975 i Oslo, Norge) bedre kendt som Alis, er en norsk rapper og var frontfigur i det tidligere norske hiphopband Klovner i Kamp. 
Efter han blev uddanet på Musikhøjskolen i Oslo i 1999, startede han den daværende hiphopduo Klovner i Kamp sammen med sin gode ven, Sveinung Eide (Dr. S) og debuterede med singlen Bare meg. Senere blev han venner med danskeren Esben Selvig (Dansken), der begyndte at rappe med i bandet, samt DJ'en Thomas Gullestad (Goldfinger), der begyndte at lave beats til gruppens sange. I 2006, blev gruppen opløst.